# Gottfried Höfer
Gottfried Höfer (* 3. Juni 1931 in Zwickau; † 4. November 1983 in Potsdam) war ein deutscher Maler und Grafiker in der DDR.

## Leben und Werk
Höfer absolvierte in Zwickau eine Lehre als Reparaturschlosser und arbeitete dann bis 1961 in Zwickau in seinem Beruf im Steinkohle-Bergbau und im späteren VEB Sachsenring. Von 1957 bis 1961 nahm er bei Karl Michel Abendunterricht in der Zwickauer Mal- und Zeichenschule. Von 1961 bis 1966 studierte er bei Rudolf Bergander, Heinz Lohmar und Paul Michaelis an der Hochschule für Bildende Künste Dresden. Nach dem Diplom arbeitete er als freischaffender Künstler in Potsdam. Er schuf vor allem Radierungen, darunter politisch relevante Arbeiten wie Auschwitz und Porträt Allende. 1977 schuf er nach einem Auftrag des VEB Umweltgestaltung und Bildenden Kunst Potsdam den künstlerischen Entwurf einer Spieluhr. Diese wurde dann von der Meißner Turmuhrenwerkstatt hergestellt und unter der Leitung des Turmuhrenbaumeister Klaus Ferner in der Potsdamer Innenstadt aufgebaut.
Neben seiner künstlerischen Arbeit war Höfer Lehrer in der Bezirksförderklasse Malerei/Grafik beim Bezirkskabinett für Kulturarbeit Potsdam. Er gehörte dem Verband Bildender Künstler der DDR an. Er nahm an einem Pleinair in Polen teil und unternahm eine Studienreise durch Sibirien.
Höfer lebte in einer Lebensgemeinschaft mit der Potsdamer Kuratorin und späteren Galeristin Ute Samtleben.

## Rezeption
„Zunehmend interessiert ihn die Aquatinta-Radierung. Der Künstler experimentiert Zwischenstufen und Schattierungen direkt auf der Platte, dabei um feinste Differenzierungen bemüht. Sein vielseitiges technisches Vokabular führt zu Tonstufen, die farbig zart, dann wiederum tief eingebrannt, eine Welt eigen ständiger Poesie erzeugen.“

## Werke (Auswahl)
- Alter Markt in Potsdam (1967, Aquatintaradierung)[3]
- Musenrondell im Park Sanssouci (1969, Aquatintaradierung)[4]
- Kleines polnisches Dorf (1975, Öl´, 100 × 120 cm; auf der VIII. Kunstausstellung der DDR)[5]
- Sibierien (1976, Zyklus von Aquatintaradierungen)

## Ausstellungen (mutmaßlich unvollständig)

### Einzelausstellungen
- 1975: Potsdam-Babelsberg, Galerie des VEB Umweltgestaltung und Bildenden Kunst (Druckgrafik)
- 1986: Brandenburg an der Havel

### Teilnahme an zentralen und wichtigen regionalen Ausstellungen in der DDR
- 1969 bis 1984: Potsdam, fünf Bezirkskunstausstellungen
- 1971: Berlin, Altes Museum („Das Antlitz der Arbeiterklasse in der bildenden Kunst der DDR“)
- 1974/1975: Frankfurt/Oder, Galerie Junge Kunst („Junge Künstler '74. 1. Jahresausstellung junger bildender Künstler der DDR“)
- 1975 und 1979: Schwerin, Staatliches Museum („Farbige Grafik in der DDR“)
- 1977/1978 und 1982/1983: Dresden, VIII. und IX. Kunstausstellung der DDR
- 1981: Potsdam (Kunstausstellung zum X. Parteitag der SED)
- 1987: Potsdam („Impressionen aus der Sowjetunion“)